# Rowley (Iowa)
Pour les articles homonymes, voir Rowley.
Rowley est une ville du comté de Buchanan, en Iowa, aux États-Unis. Elle est fondée en 1873, lorsque la ligne de chemin de fer Burlington, Cedar Rapids and Northern Raildroad est créée. Elle est incorporée le 20 avril 1920.

## Source de la traduction
- (en) Cet article est partiellement ou en totalité issu de l’article de Wikipédia en anglais intitulé « Rowley, Iowa » (voir la liste des auteurs).